# وان‌ورلد
وان‌ورلد (به انگلیسی: Oneworld) اتحاد شرکت‌های هواپیمایی آمریکایی می‌باشد، که دفتر مرکزی آن، در شهر نیویورک قرار دارد.
سازمان وان‌ورلد در تاریخ ۱ فوریه ۱۹۹۹ فعالیت خود را آغاز نمود، که از شرکت‌های زیرمجموعه آن می‌توان به: ایر برلین، امریکن ایرلاینز، بریتیش ایرویز، فن‌ایر، هواپیمایی ایبریا، خطوط هوایی ژاپن، کانتاس، قطر ایرویز و الملکیه الاردنیه اشاره نمود.
هم‌اکنون (اکتبر ۲۰۱۳) شمار خطوط هوایی اتحاد وان ورلد به ۳۰ شرکت افزایش یافته، که در مجموع با بیش از ۳٫۳۰۰ فروند هواپیمای مسافربری، ۸۸۰ فرودگاه، در ۱۵۵ کشور را تحت مدیریت خود دارد و سالانه بالغ بر ۴۷۵ میلیون مسافر را جابجا می‌نماید و گردش مالی آن بالغ بر ۱۴۰ میلیارد دلار برآورد می‌شود.